# Selos e história postal da Bechuanalândia
A antiga colónia britânica da Bechuanalândia ocupava o atual território do Botswana na África austral. A sua história postal estende-se por dois períodos: a Bechuanalândia Britânica entre 1887 e 1893 e o Protectorado da Bechuanalândia entre 1888 e 1966, data da independência do país e consequente mudança de nome para Botswana.

## História

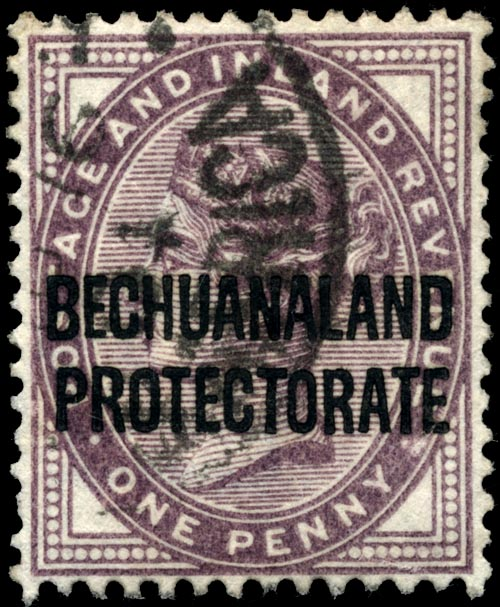
sobrecarga de 1897

### Bechuanalândia Britânica
A Bechuanalândia emitiu os seus primeiros selos em 1885, mas a maior parte tratava-se de selos do Cape of Good Hope (Cidade do Cabo, na África do Sul) ou da Grã-Bretanha, os quais levavam uma sobrecarga com várias formas do nome British Bechuanaland e os valores faciais. Alguns destes primeiros selos são hoje bastante raros e difíceis de encontrar no mercado, podendo atingir valores de catálogo superiores a €25000 cada.

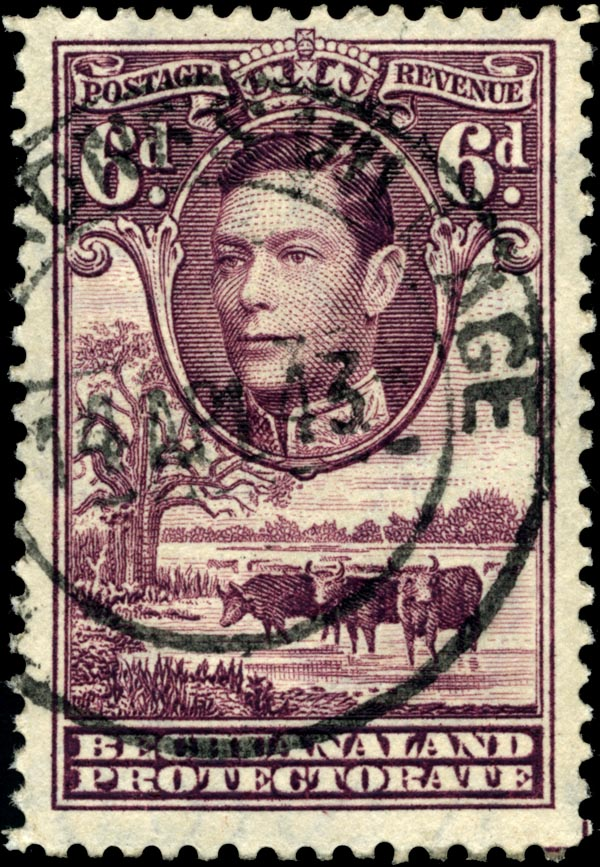
Selo de 6 pence, de 1938, com o retrato do rei Jorge V.

### Protectorado da Bechuanalândia
Foi só em 1932 que a Bechuanalândia começou a emitir os seus próprios selos. A primeira série com a legenda Bechuanaland Protectorate apresentava um retrato do rei Jorge V sobrepondo-se a um conjunto de cabeças de gado na base dos selos.